# Svatobořice-Mistřín
Svatobořice-Mistřín település Csehországban, Hodoníni járásban. Svatobořice-Mistřín Strážovice, Sobůlky, Skoronice, Šardice, Hovorany, Milotice, Dubňany és Kyjov településekkel határos. Lakosainak száma 3528 fő (2024. január 1.).

## Népesség
A település lakosságának változását az alábbi diagram mutatja:
| Lakosok száma | 1724 | 2337 | 2964 | 3521 | 3646 | 3419 | 3564 | 3538 | 3394 | 3528 |
|               | 1869 | 1900 | 1921 | 1961 | 1980 | 2011 | 2016 | 2019 | 2021 | 2024 |